# Пеннвілл (Індіана)
Пеннвілл (англ. Pennville) — місто (англ. town) в США, в окрузі Джей штату Індіана. Населення — 621 особа (2020).

## Географія
Пеннвілл розташований за координатами 40°29′31″ пн. ш. 85°8′48″ зх. д. / 40.49194° пн. ш. 85.14667° зх. д. (40.491908, -85.146702).  За даними Бюро перепису населення США в 2010 році місто мало площу 1,31 км², уся площа — суходіл.

## Демографія
Згідно з переписом 2010 року, у місті мешкала 701 особа в 292 домогосподарствах у складі 180 родин. Густота населення становила 537 осіб/км².  Було 342 помешкання (262/км²).
Расовий склад населення:
| - 97,1 % — білих - 0,4 % — азіатів - 1,9 % — осіб інших рас |

До двох чи більше рас належало 0,6 %. Частка іспаномовних становила 3,6 % від усіх жителів.
За віковим діапазоном населення розподілялося таким чином: 25,5 % — особи молодші 18 років, 55,8 % — особи у віці 18—64 років, 18,7 % — особи у віці 65 років та старші. Медіана віку мешканця становила 39,6 року. На 100 осіб жіночої статі у місті припадало 90,0 чоловіків;  на 100 жінок у віці від 18 років та старших — 94,1 чоловіків також старших 18 років.
Середній дохід на одне домашнє господарство  становив 38 521 долар США (медіана — 36 719), а середній дохід на одну сім'ю — 43 989 доларів (медіана — 40 714). За межею бідності перебувало 18,9 % осіб, у тому числі 29,3 % дітей у віці до 18 років та 12,4 % осіб у віці 65 років та старших.
Цивільне працевлаштоване населення становило 308 осіб. Основні галузі зайнятості: виробництво — 38,3 %, освіта, охорона здоров'я та соціальна допомога — 11,7 %, мистецтво, розваги та відпочинок — 10,7 %.